# Aloe thorncroftii
Aloe thorncroftii é uma espécie de liliopsida do gênero Aloe, pertencente à família Asphodelaceae.